# 싱가포르 U-23 축구 국가대표팀
싱가포르 U-23 축구 국가대표팀은 싱가포르를 대표하는 23세 이하 축구 국가대표팀으로 AFC U-23 아시안컵과 하계 올림픽 본선 경험은 전무하다.

## 국제 대회 경력

### 아시안 게임
아시안 게임에는 2006년 대회부터 2014년 대회까지 3회 연속 출전하여 3번의 대회에서 모두 조별리그 탈락의 쓴 잔을 마셨다. 그래도 2014년 대회에서 오만과 3-3으로 비긴 뒤 팔레스타인을 1-0으로 꺾으며 성인대표팀 시절 1990년 대회에서 파키스탄을 6-1로 대파한 이후 24년만에 아시안 게임 축구에서 승리를 쟁취했고 준결승에 올랐던 1966년 대회 다음으로 아시안 게임 최다 승점 기록을 경신했다.

### 동남아시아 경기 대회
동남아시아 경기 대회에는 2001년 대회 이후 11회 연속으로 참가하여 이 중 2007년과 2009년 그리고 2013년 대회에서 동메달을 획득했다.

## 주요 대회 성적

### 아시안 게임
| 년도                                       | 결과     | 순위 | 경기 | 승   | 무*  | 패   | 득점 | 실점 | 승점 |
| ------------------------------------------ | -------- | ---- | ---- | ---- | ---- | ---- | ---- | ---- | ---- |
| 모든 연령의 선수 참가에서 23세 이하로 변경 |          |      |      |      |      |      |      |      |      |
| 2002년                                     | 불참     | 불참 | 불참 | 불참 | 불참 | 불참 | 불참 |      |      |
| 2006년                                     | 예선탈락 | 26위 | 3    | 0    | 2    | 1    | 1    | 3    | 2    |
| 2010년                                     | 조별리그 | 19위 | 3    | 0    | 1    | 2    | 1    | 6    | 1    |
| 2014년                                     | 조별리그 | 17위 | 3    | 1    | 1    | 1    | 5    | 5    | 4    |
| 2018년                                     | ?        |      |      |      |      |      |      |      |      |
| 합계                                       | 3/4      | 9    | 1    | 4    | 4    | 7    | 14   |      |      |

### AFC U-23 아시안컵
| 연도   | 결과      | 경기      | 승        | 무        | 패        | 득점      | 실점      |
| ------ | --------- | --------- | --------- | --------- | --------- | --------- | --------- |
| 2014년 | 예선 탈락 | 예선 탈락 | 예선 탈락 | 예선 탈락 | 예선 탈락 | 예선 탈락 | 예선 탈락 |
| 2016년 | 예선 탈락 | 예선 탈락 | 예선 탈락 | 예선 탈락 | 예선 탈락 | 예선 탈락 | 예선 탈락 |
| 2018년 | 예선 탈락 | 예선 탈락 | 예선 탈락 | 예선 탈락 | 예선 탈락 | 예선 탈락 | 예선 탈락 |
| 2020년 | 예선 탈락 | 예선 탈락 | 예선 탈락 | 예선 탈락 | 예선 탈락 | 예선 탈락 | 예선 탈락 |
| 합계   | 0/4       | 0         | 0         | 0         | 0         | 0         | 0         |

- 참고: AFC U-23 챔피언십이 올림픽 축구 아시아 지역 예선 역할을 한다.

## 같이 보기
- 싱가포르 축구 국가대표팀
- 싱가포르 여자 축구 국가대표팀